# 손안조
손안조(孫安祖) 수나라 말 청하(淸河) 장남(漳南) 사람이자 산동 지역 민란 지도자로 수말당초 군벌의 한사람이다.

## 생애
611년(대업 7년) 손안조는 집이 수해를 입고 가난하여 병역을 면해줄것을 청했으나 관아에서 들어주지 않고 오히려 그의 처자를 잡아가두고 그에게 강압적으로 군역을 지게하였다.
결국 그의 처자는 굶어죽었기 때문에 손안조는 분하게 여기고 두건덕(竇建德)과 함께 반란을 일으켜 손안조는 무리를 거느리고 고계박(高鷄泊)을 근거로 하고 스스로 모양공(摸羊公)을 칭하였다.
뒤에 손안조는 장금칭(張金稱)에게 살해당했고 그의 부하들은 두건덕에게 흡수되었다.